# William Dobbie (polityk)
William Dobbie (ur. 1878, zm. 19 stycznia 1950) – brytyjski polityk Partii Pracy, deputowany Izby Gmin.

## Działalność polityczna
W okresie od 27 lutego 1933 do śmierci 19 stycznia 1950 reprezentował okręg wyborczy Rotherham w brytyjskiej Izbie Gmin.